# Neorhinoleucophenga
Neorhinoleucophenga este un gen de muște din familia Drosophilidae.

Cladograma conform Catalogue of Life:
| Neorhinoleucophenga | \| \| Neorhinoleucophenga trachyopa \| \| \| \| \| \| Neorhinoleucophenga vitripennis \| \| \| \| |
|                     | \| \| Neorhinoleucophenga trachyopa \| \| \| \| \| \| Neorhinoleucophenga vitripennis \| \| \| \| |
|                     | Neorhinoleucophenga trachyopa                                                                     |
|                     |                                                                                                   |
|                     | Neorhinoleucophenga vitripennis                                                                   |
|                     |                                                                                                   |